# Trưng cầu hiến pháp Thổ Nhĩ Kỳ 2017
Một cuộc trưng cầu ý dân về hiến pháp được tổ chức tại Thổ Nhĩ Kỳ vào ngày 16 tháng 4 năm 2017 về 18 đề xuất sửa đổi hiến pháp do Đảng Công lý và Phát triển (AKP) và Đảng Phong trào Dân tộc (MHP) đưa ra. Nếu được chấp thuận, chức vụ Thủ tướng sẽ bị bãi bỏ và hệ thống nghị viện của chính phủ hiện nay sẽ được thay thế bằng một tổng thống điều hành và một tổng thống chế. Số ghế trong Quốc hội được đề nghị tăng từ 550 lên 600 trong khi tổng thống được đề nghị kiểm soát nhiều hơn các cuộc bổ nhiệm vào Hội đồng Thẩm phán và Công tố Tối cao (HSYK). Cuộc trưng cầu dân ý được tổ chức dưới tình trạng khẩn cấp, được tuyên bố sau một nỗ lực đảo chính quân sự thất bại trong tháng 7 năm 2016. Các kết quả ban đầu cho thấy phe bỏ phiếu 'Có' dẫn đầu với 51.49%. Hội đồng Bầu cử Tối cao cho phép phiếu bầu không đóng dấu được chấp nhận là có giá trị. Các đảng đối lập chính yếu tuyên bố rằng hành động này là bất hợp pháp, tuyên bố rằng có tới 1,5 triệu lá phiếu không có đóng dấu, và từ chối công nhận kết quả. Ban bầu cử tuyên bố, rằng kết quả chính thức có thể được tuyên bố từ 11 đến 12 ngày tới.
Một vị tổng thống điều hành đã là một chính sách lâu dài của AKP và người sáng lập AKP, hiện nay là Tổng thống Thổ Nhĩ Kỳ Recep Tayyip Erdoğan. Vào tháng 10 năm 2016, Đảng Phong trào Quốc gia (MHP) tuyên bố hợp tác để đưa ra dự thảo đề xuất với chính phủ, với sự hỗ trợ kết hợp của cả hai đảng AKP và MHP đủ để đưa ra đề xuất cho một cuộc trưng cầu dân ý sau cuộc bỏ phiếu của quốc hội vào tháng Giêng. Những người ủng hộ lá phiếu "Có" cho rằng những thay đổi này là cần thiết cho một Thổ Nhĩ Kỳ mạnh và ổn định, lập luận rằng một vị tổng thống điều hành sẽ chấm dứt các chính phủ liên minh không ổn định thống trị chính trị Thổ Nhĩ Kỳ từ những năm 1960 cho đến năm 2002. Phía " Không " lập luận rằng các đề xuất sẽ tập trung quá nhiều quyền lực vào tay Tổng thống, tháo dỡ hiệu quả việc phân quyền và tước lấy quyền lập pháp của Quốc hội. Các nhà phê bình lập luận rằng hệ thống được đề xuất sẽ giống với một 'chế độ độc tài được bầu' và không có khả năng để buộc những người điều hành chịu trách nhiệm, dẫn đến hậu quả là một cuộc 'tự sát dân chủ'. Ba ngày trước cuộc trưng cầu dân ý, một trong những phụ tá của Erdoğan kêu gọi thiết lập một hệ thống liên bang nếu phe bỏ phiếu "Có" thắng, gây ra phản ứng dữ dội từ đảng MHP ủng hộ phiếu 'Có' . Cả hai bên của cuộc vận động bầu cử bị cáo buộc đã sử dụng những lời hùng biện có tính cách chia rẽ và cực đoan, với Erdoğan cáo buộc tất cả cử tri ủng hộ phiếu 'Không' là những kẻ khủng bố đang đứng về phía những kẻ âm mưu đảo chính năm 2016.
Cuộc vận động bầu cử này đã bị thất bại vì cáo buộc đàn áp của nhà nước đối với những người vận động bỏ phiếu "Không", trong khi phe vận động bỏ phiếu "Có" có thể sử dụng các cơ sở và nguồn tài chính của nhà nước để tổ chức các cuộc mít tinh và các buổi vận động. Các thành viên hàng đầu của phe vận động "Không" bao gồm nhiều cựu thành viên nổi bật của MHP như Meral Akşener, Ümit Özdağ, Sinan Oğan và Yusuf Halaçoğlu đều phải gặp cả những hành động bạo lực và những hạn chế vận động. Cuộc vận động "Đồng ý" phải đối mặt với những hạn chế vận động tại một số quốc gia châu Âu, với các chính phủ Đức, Hà Lan, Đan Mạch và Thụy Sĩ hủy bỏ hoặc yêu cầu đình chỉ các buổi vận động 'Có'. Các hạn chế gây ra tình trạng suy thoái nghiêm trọng trong quan hệ ngoại giao và gây ra một cuộc khủng hoảng ngoại giao giữa Thổ Nhĩ Kỳ và Hà Lan. Mối quan tâm cũng được nêu ra về việc bỏ phiếu bất bình thường, với cử tri 'Có' ở Đức bị bắt gặp có ý muốn bỏ phiếu nhiều lần và cũng được tìm thấy đã có giấy tờ bầu cử trước khi quá trình bỏ phiếu ở nước ngoài bắt đầu.